# Epidapus subcarpaticus
Epidapus subcarpaticus är en tvåvingeart som beskrevs av Werner Mohrig 1990. Epidapus subcarpaticus ingår i släktet Epidapus och familjen sorgmyggor. Inga underarter finns listade i Catalogue of Life.